# Segarcea-Vale
Segarcea-Vale è un comune della Romania di 3 491 abitanti, ubicato nel distretto di Teleorman, nella regione storica della Muntenia. 
Il comune è formato dall'unione di 3 villaggi: Olteanca, Segarcea-Deal, Segarcea-Vale.